# Eleccions legislatives belgues de 2024
El 9 de juny de 2024 es van celebrar eleccions federals a Bèlgica, juntament amb les eleccions europees i regionals del país. Els 150 membres de la Cambra de Representants van ser triats en onze circumscripcions plurinominals.

## Antecedents
Després d'una llarga formació de govern de 494 dies, les eleccions legislatives belgues de 2019 van acabar amb la formació d'un govern liderat pel primer ministre Alexander De Croo i l'anomenada coalició Vivaldi formada pel seu partit, l'Open Vlaamse Liberalen en Democraten (Open Vld) amb el Mouvement Réformateur (MR), els socialistes de Flandes (Endavant) i de Valònia (PS), Christen-Democratisch en Vlaams (CD&V) i els ecologistes flamencs i els valons, que va substituir un govern provisional en minoria liderat per Sophie Wilmès, amb poders plens d'emergència donats per l'oposició per fer front a la pandèmia de COVID-19 a Bèlgica.

## Sistema electoral
Els 150 membres de la Cambra de Representants de Bèlgica, repartits en 62 escons de parla francesa i 88 escons de parla neerlandesa, sense escons de la regió de llengua alemanya. Els diputats són elegits en les 11 circumscripcions que formen les deu províncies i Brussel·les, amb entre 4 i 24 escons. Els escons s'assignen mitjançant el mètode D'Hondt, amb un llindar electoral del 5% per circumscripció.

## Resultats
| 88,45% | ' |

| 88,45% | ' |

## Conseqüències
Les dretes i els liberals van triomfar a les eleccions desplaçant a socialistes i ecologistes. Alexander De Croo va anunciar la seva renúncia com a primer ministre a partir del 10 de juny romanent com a primer ministre de manera provisional fins que es formi un nou govern federal. Tom Ongena de l'Open VLD, François De Smet de Demòcrates Federalistes Independents (DeFI), i Paul Magnette, del Partit Socialista de Valònia (PS), també van presentar la seva renúncia, encara que la renúncia de Magnette va ser rebutjada per la junta directiva del partit. Conner Rousseau, que havia dimitit de la presidència d'Endavant uns mesos abans, la va recuperar després dels bons resultats del partit.
El 31 de gener de 2025 Bart de Wever va anunciar al rei dels belgues Felip de Bèlgica l'acord de govern dels nacionalistes flamencs de Nieuw-Vlaamse Alliantie (N-VA), els liberals del Mouvement Réformateur (MR) i Els Compromesos, els demòcratacristians flamencs del Christen-Democratisch en Vlaams (CD&V) i els flamencs demòcrates social d'Endavant, amb 82 escons de 150 a la Cambra de Representants i una agenda amb més federalisme, més autonomia per a les unitats constituents, retallades en la despesa pública social i una  setena reforma de l'Estat.